# Alfa Romeo Romeo
Alfa Romeo T10 (även kallad Alfa Romeo Romeo) är en lätt lastbil, tillverkad av den italienska biltillverkaren Alfa Romeo mellan 1954 och 1967. Den uppdaterade Alfa Romeo A12/F12 tillverkades sedan fram till 1983

## Alfa Romeo T10
Alfa Romeos lilla skåpbil introducerades på bilsalongen i Turin 1954. Den var tekniskt avancerad för sin tid, med framhjulsdrift och individuell hjulupphängning runt om. Detta gav ett osedvanligt lågt lastgolv. Hytten hade självmordsdörrar fram. Motorn hämtades från Giulietta Berlina. Som alternativ fanns en tvåcylindrig tvåtaktsdiesel med Roots-kompressor. 
Den avancerade konstruktionen gjorde Romeon dyr, men eftersom Alfa Romeo alltsedan 1930-talet var ett statsägt företag gick de flesta bilarna till olika statliga kunder.

## Alfa Romeo A11/F11 och A12/F12

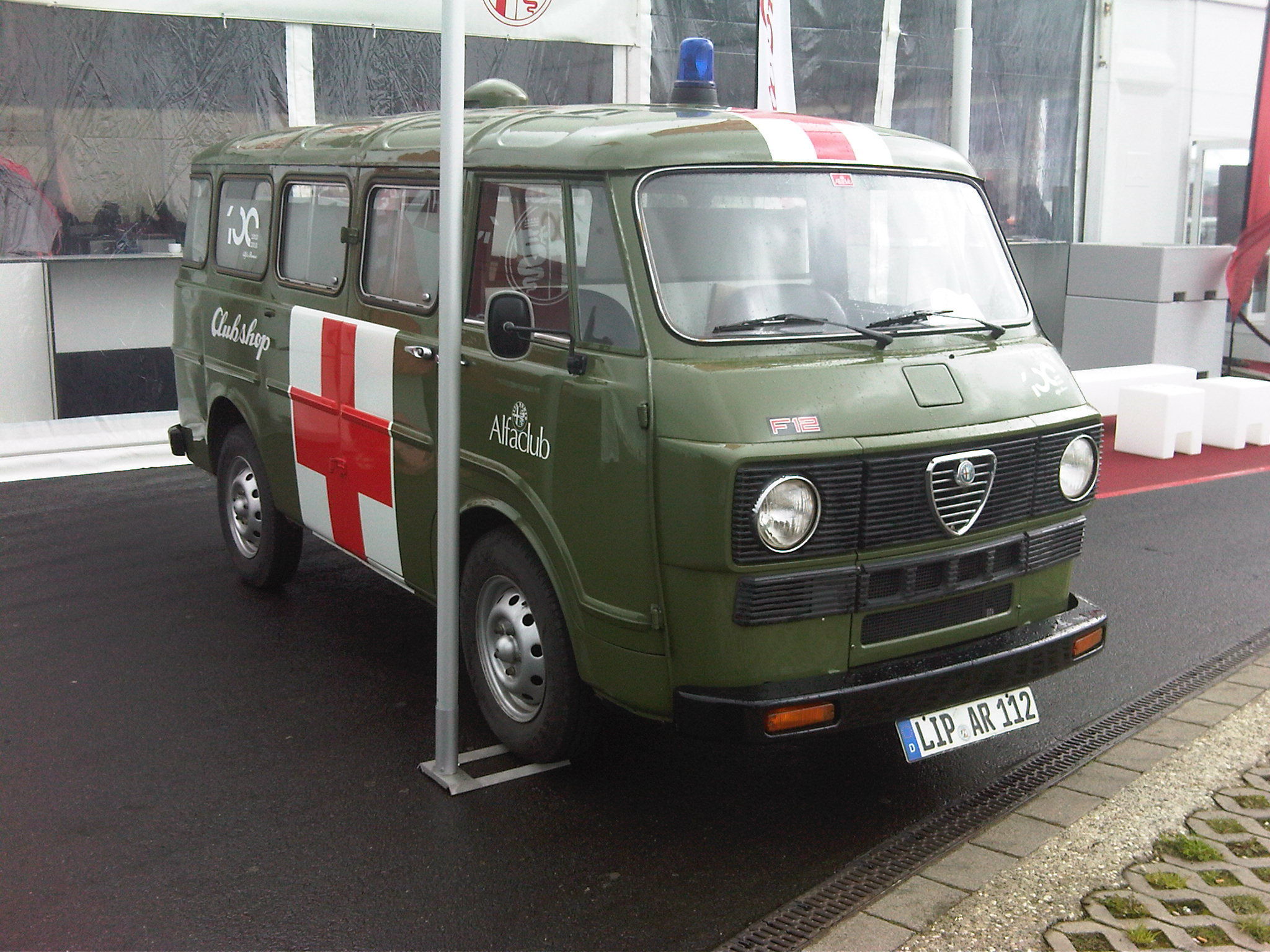
Alfa Romeo F12

1967 uppdaterades Romeon. Den fanns från början i två viktklasser: A/F11 respektive A/F12, men på grund av liten efterfrågan försvann snart den lättare 11-serien. A (Autocarro) betecknade flakbilar och F (Furgone) betecknade täckta bilar. Hytten moderniserades och fick framhängda dörrar. Bensinmotorn fick högre effekt medan tvåtaktsdieseln utgick. Från 1973 erbjöds istället en fyrcylindrig dieselmotor från Perkins.

## Motorer
| Modell | Motor                  | Cylindervolym | Effekt   | Bränslesystem   |
| ------ | ---------------------- | ------------- | -------- | --------------- |
| T10    | 4-cyl radmotor DOHC    | 1290 cm³      | 37 hk    | Enkel förgasare |
| T10    | 2-cyl radmotor tvåtakt | 1158 cm³      | 31 hk    | Dieselmotor     |
| A/F12  | 4-cyl radmotor DOHC    | 1290 cm³      | 47-52 hk | Enkel förgasare |
| A/F12  | 4-cyl radmotor ohv     | 1760 cm³      | 50 hk    | Dieselmotor     |